# فريدريك شينك
فريدريك شينك (1886 – 28 فبراير 1919) هو مبارز بالسيف من الولايات المتحدة راحل، مثّل بلاده في الألعاب الأولمبية الصيفية 1912.

## روابط خارجية
فريدريك شينك على موقع أوليمبيديا (الإنجليزية)